# Мартынов, Георгий Сергеевич
Гео́ргий Серге́евич Марты́нов (2 (15) октября 1906, Гродно — 26 октября 1983) — русский советский писатель-фантаст. Член Союза Писателей СССР (1956).

## Биография
Родился в семье инженера-железнодорожника. В 1920 году его родители развелись, поэтому в 14 лет Георгий вынужден был бросить учёбу и начать работать ремонтным рабочим на Юго-Западной железной дороге в Екатеринодаре. В 1927 году семья (Георгий и мать с сестрой) переехала в Ленинград. Мартынов поступил в Ленинградскую школу военных сообщений, но в 1931 году из-за несчастного случая лишился 80 процентов слуха, поэтому с военной карьерой было покончено. С 1931 года работал на Ленинградском заводе резиновых технических изделий (РТИ) электромонтёром, затем монтёром 4-8 разрядов, мастером, начальником района эксплуатации электрооборудования, начальником электроцеха завода. В 1932 году женился. Сдал экстерном курс средней школы. Окончил Всесоюзный заочный политехнический институт (1941). Член КПСС (1941). Участник Великой Отечественной войны, воевал на Ленинградском, а потом на Прибалтийском фронтах, награждён орденом Красной звезды и медалями.
Печататься начал с 1955 года.

## Творчество
Мартынов вошёл в литературу уже немолодым человеком. В 1951 году, когда ему было 45 лет, он начал писать свой первый фантастический роман — «Гость из бездны». Это была драматическая история участника Великой Отечественной войны, которого оживляют потомки из отдалённого коммунистического будущего. Однако герой, несмотря на заботу, которой его окружают потомки, не чувствует себя полноценным гражданином будущего. Биографы творчества писателя А. Балабуха и А. Бритиков писали, что, если бы роман вышел в 1950-х годах, он встал бы в один ряд с утопией «Туманностью Андромеды» И. А. Ефремова. Однако Мартынов отложил книгу на половине и начал писать повесть «Мир угасшей жизни» — о космической экспедиции к Марсу. К своему первому роману он вернулся лишь спустя 10 лет, и он был опубликован в 1961 году, а в следующем — вышел отдельной книгой.
Роман «Мир угасшей жизни» («220 дней на звездолёте») (1955) стал первым опубликованным произведением фантаста. Сюжет романа вполне традиционен: путешествие четырёх космонавтов на Марс с залётом на Венеру, происходящее на фоне соревнования между советскими и американскими исследователями космоса, которое оканчивается победой первых. Позднее этот роман стал началом трилогии, получив продолжения — романы «Сестра Земли» (1959) и «Наследство фаэтонцев» (1960), объединённые затем в роман «Звездоплаватели» (1960). Герои совершают вторую экспедицию — уже на Венеру, а также обнаруживают сокровищницу знаний погибшей цивилизации планеты Фаэтон.
В 1957 году вышел один из самых известных романов Мартынова «Каллисто», образующий вместе с романом-продолжением «Каллистяне» (1960) дилогию. В первом романе описывается прибытие на Землю посланцев высокоразвитой цивилизации из системы Сириуса. В романе-продолжении земляне отправляются на корабле каллистян на их родную планету, где им предстоит познакомиться с совершенным коммунистическим обществом.
По мнению критики, одним из лучших романов Мартынова является роман «Гианэя» (1963; 1965; 1971). Путешествуя по Солнечной системе на корабле-астероиде, земляне обнаруживают чужой звездолёт, с которого на астероид десантируется девушка-инопланетянка Гианэя, а сам звездолёт сразу после этого взрывается. Оставшись одна в новом мире, Гианэя пытается почувствовать себя в нём своей. Книга заканчивалась психологически достоверным самоубийством героини: какой бы прекрасной ни была Земля, она не смогла заменить Гианэе родной дом. Позднее (1971) Мартынов, по просьбе читателей, дописал ещё две части романа, в которых Гианея чудесным образом возвращается к жизни, выходит замуж за главного героя-землянина и рожает ему сына. Такая доработка книги вызвала, однако, неоднозначную реакцию у читателя.
За «Гианэей» последовал роман «Спираль времени» (1966), в котором рассказывается о приключениях инопланетян в различных эпохах земной истории, их контакте с атлантами и людьми будущего. Хотя роман считается менее удачным, чем предыдущие произведения писателя, он представляет собой добротный образец приключенческой научной фантастики.
Нетипична для Мартынова повесть «Кто же он?» (1971) — детектив, содержащий, в сущности, только одно фантастическое допущение: прибор, усиливающий гипнотическое воздействие человека на человека.
Последняя книга Мартынова — повесть «Сто одиннадцатый» (в сокращённом варианте 1976; 1979) — посвящена традиционной для писателя теме контакта с инопланетным разумом. Хотя, в отличие от предыдущих книг, действие на этот раз разворачивается на Земле 70-х годов XX века.
Произведения Мартынова переведены на английский, болгарский, венгерский, грузинский, китайский, корейский, латышский, монгольский, немецкий, польский, сербско-хорватский, словацкий, французский, чешский, японский языки.
По замечанию критика Владимира Ларионова: «Имя фантаста Георгия Мартынова, чрезвычайно популярного в СССР в конце пятидесятых годов и в течение всех шестидесятых, звучит в истории отечественной фантастики как-то глухо. Причина — в заслонившей Мартынова мощной фигуре учёного и писателя Ивана Ефремова…»
По замечанию В. Сычева, "его миры похожи на то, что предшествует ефремовской «Туманности»".

## Список произведений
- Звездоплаватели. Научно-фантастический роман в 3-х книгах
  - 220 дней на звездолёте (=Мир угасшей жизни) (1955)
  - Сестра Земли (1959)
  - Наследство фаэтонцев (1960)
- Каллисто (=Планетный гость) (1957). Научно-фантастический роман
- Каллистяне (1960). Научно-фантастический роман
- Гость из бездны (=Встреча через века) (1962). Фантастический роман
- Гианэя (1963, 1971). Фантастический роман
- Спираль времени (1966). Фантастический роман
- Кто же он? (1971). Фантастико-приключенческая повесть
- Совсем рядом (1973). Фантастический рассказ
- Сто одиннадцатый (Хроника Н-ских событий) (=Незримый мост) (1976; 1979). Фантастическая повесть